# Europejskie Igrzyska Halowe w Lekkoatletyce 1969 – bieg na 400 m kobiet
Bieg na 400 metrów kobiet – jedna z konkurencji biegowych rozgrywanych podczas lekkoatletycznych europejskich igrzysk halowych w hali Palac Lodowy w Belgradzie. Eliminacje i bieg finałowy zostały rozegrane 8 marca 1969. Zwyciężyła reprezentantka Francji Colette Besson. Tytułu z poprzednich igrzysk nie broniła Natalja Pieczonkina ze Związku Radzieckiego.

## Rezultaty

### Eliminacje
Rozegrano 2 biegi eliminacyjne, do których przystąpiło 8 biegaczek. Awans do finału dawało zajęcie jednego z pierwszych dwóch miejsc w swoim biegu (Q).
Opracowano na podstawie materiału źródłowego.
Bieg 1
| Miejsce | Zawodniczka       | Czas | Uwagi |
| ------- | ----------------- | ---- | ----- |
| 1       | Colette Besson    | 54,2 | Q     |
| 2       | Christel Frese    | 54,9 | Q     |
| 3       | Libuše Macounová  | 55,0 |       |
| 4       | Elisabeth Randerz | 56,7 |       |

Bieg 2
| Miejsce | Zawodniczka       | Czas | Uwagi |
| ------- | ----------------- | ---- | ----- |
| 1       | Rosemary Stirling | 55,5 | Q     |
| 2       | Raisa Nikanorowa  | 56,1 | Q     |
| 3       | Ika Maričić       | 58,0 |       |
| 4       | Maria Sykora      | 58,9 |       |

### Finał
Opracowano na podstawie materiału źródłowego.
| Miejsce | Zawodniczka       | Czas |
| ------- | ----------------- | ---- |
| 1       | Colette Besson    | 54,0 |
| 2       | Christel Frese    | 54,8 |
| 3       | Rosemary Stirling | 54,8 |
| –       | Raisa Nikanorowa  | DNF  |